# Wonder Egg Priority
Wonder Egg Priority (ワンダーエッグ・プライオリティ, Wandā Eggu Puraioriti) est une série d'animation japonaise créée par Shinji Nojima (ja) et produite par le studio CloverWorks avec Shin Wakabayashi à la réalisation. La série est coproduite par Aniplex et D.N. Dream Partners (ja), une coentreprise de NTV et NTT Docomo.
Elle est diffusée du 13 janvier 2021 au 31 mars 2021 sur NTV et d'autres chaînes japonaises. Dans les pays francophones, la série a été diffusée en simulcast sur Wakanim. La série est composée au total de treize épisodes dont un épisode récapitulatif et un épisode spécial diffusé le 30 juin 2021.

## Synopsis
Ai Ohto est une jeune fille de 14 ans ayant subi un harcèlement scolaire du fait de ses yeux vairons. Toute la journée, elle reste cloîtrée chez elle, dans sa chambre. Un soir lors d'une de ses ballades nocturnes, elle recueille une luciole mourante sur le bord de la route et l'enterre. L'insecte sort alors de terre et lui adresse la parole. Se demandant si elle rêve, Ai accepte toutefois de suivre la luciole qui lui a parlé d'une loterie spéciale où elle trouvera ce qu'elle souhaite. Cette luciole lui donne un œuf et lui dit qu'elle trouvera à l'intérieur ce qu'elle désire. Pour ce faire, elle doit casser cet œuf.
Que va-t-il arriver à Ai lorsqu'elle cassera cet œuf ?

## Personnages
Ai Ohto (大戸アイ, Ōto Ai)
Voix japonaise : Kanata Aikawa (en)
Ai est une jeune fille de 14 ans ayant été harcelée à cause de ses yeux vairons, l'un jaune et l'autre bleu. Elle a par la suite développé une phobie scolaire. Elle est élevée par sa mère depuis le divorce de ses parents. Si elle se bat c’est pour sa première amie, Nagase Koito, qui s’est suicidée en sautant du toit de leur collège. Elle rencontre d’abord Neiru, puis Rika et enfin Momoe et s’entendra tout de suite bien avec elles. Son item protecteur est Léon le caméléon.
Neiru Aonuma (青沼ねいる, Aonuma Neiru)
Voix japonaise : Tomori Kusunoki
Neiru est une fille au comportement froid et distant. Elle est métisse et a un QI supérieur à la moyenne. Elle est entrée dans le monde d’Acca et d’Acca-Verso après le suicide de sa petite sœur qui s’est jetée d’un pont après l’avoir poignardé dans le dos. Elle révélera plus tard que si elle continue à se battre ce n’est pas réellement pour revoir sa sœur mais parce que la blessure qui lui a été infligée ne lui fait pas mal quand elle protège des eggs. Son item est Pinky le serpent.
Rika Kawai (川井リカ, Kawai Rika)
Voix japonaise : Shuka Saitō (en)
Rika est une jeune fille prétentieuse, arrogante et taxeuse, ce qui a tendance à énerver son entourage. Cependant, elle cache sa vraie personnalité, celle d'une personne loyale, apeurée et faible. Elle vit avec sa mère qu’elle déteste car sa génitrice ne veut pas lui révéler l’identité de son père, du moins si elle la connaît vraiment. Rika se mutile les bras en dessous des épaules, ce qui lui permet de mieux cacher ses scarifications. Avant, elle était apprentie idole et a rencontré une jeune fille nommée Chiemi qui dépensait tout son argent pour pouvoir la voir et lui serrer la main. Il s’avérait que c’était de l’argent sale que la fan volait. Rika lui dit des choses horribles par rapport à son physique et à la honte que cela engendrait, ce qui poussa Chiemi à se donner la mort. Rika s’en voulut énormément, mais cache ce sentiment par le fait qu’elle ait perdu son « portefeuille ».
Immortel, une tortue, est son item sauveur.
Momoe Sawaki (沢木桃恵, Sawaki Momoe)
Voix japonaise : Hinaki Yano
Momoe est une fille grande et maigre qui est souvent confondue avec un garçon, allant jusqu’à ce que les filles lui révèlent leur amour et qu’un garçon homosexuel lui propose un rencard, croyant avoir affaire à un garçon. Sa meilleure amie Haruka lui révèle un jour son amour dans l’infirmerie de leur collège mais Momoe prend peur et s’enfuit. Elle apprendra plus tard que Haruka se donna la mort en se jetant sur les rails et qu’un train l’écrasa. Tous les eggs qu’elle sauve lui révèlent qu’elles l’aiment. Elle sauva aussi un garçon transgenre qui était dans un egg. Son item protecteur est un crocodile nommé Panique.
Tae Ohto (大戸 多恵, Ohto Tae)
Voix japonaise : Haruka Shiraishi (en)
C’est la mère d’Ai. Elle est triste pour sa fille mais ne l’oblige pas à retourner en cours. Elle élève sa fille toute seule. Elle commence une relation avec Shuichiro Sawaki, le professeur principal d’Ai qu’après l’accord de cette dernière. On ne sait pas beaucoup de chose à son sujet.
Koito Nagase (長瀬 小糸, Nagase Koito)
Voix japonaise : Azusa Tadokoro (en)
Koito est la toute première amie d’Ai. Elle est douce et attentionnée envers les gens et essaye de bien s’intégrer dans sa nouvelle école. Les raisons de son suicide sont encore inconnus mais on sait que Koito se faisait harceler par les filles de sa classe pour être l’amie d’Ai.
Shuichiro Sawaki (沢木 修一郎, Sawaki Shūichirō)
Voix japonaise : Masatomo Nakazawa (en)
Après le suicide de Koito, Ai s'enferma chez elle et Mr.Sawaki, son professeur principal, commença à venir lui apporter les cours , toutes les semaines, ce qui le reprocha Tae ohto ( Mère d'Ai). Après quelque temps et l'accord d'Ai, ils commencèrent à sortir ensemble. On sait aussi que Mr sawaki n'est autre que l'oncle de Momoe et qu'il tellement gentil que son appartement est rempli de chats.
Acca (アカ, Aka)
Voix japonaise : Yūya Uchida (en)
Scientifique et ami de Ura-Acca.
Ura-Acca (裏アカ, Ura Aka)
Voix japonaise : Hiroki Takahashi
Scientifique et ami d'Acca.
Frill (フリル, Furiru)
Voix japonaise : Megumi Yamaguchi (en)
Frill (ou froufrou en Français) est une IA crée par Acca et Ura-Acca avant leur mort, elle représente une adolescente rousse de 14 ans aux yeux bleus. Elle est responsable de la mort de sa "belle-mère" enceinte qu'elle a tué dans son bain par jalousie envers l'enfant à naître , 14 ans plus tard , Frill aurait incité au suicide la fille de cette dernière avec l'aide de ses "amis"  qu'elle aurait créé . Depuis, elle serait la cause d'une vague de suicide depuis une réalité parallèle  ayant été tuée par ses créateurs .
Chiaki Kawai (川井千秋, Kawai Chiaki)
Voix japonaise : Nao
Mère de Rika kawai. 

## Production et diffusion
Le projet Wonder Egg Priority (ワンダーエッグ・プライオリティ) est révélé en octobre 2020 dont il est annoncé qu'il s'agit de la première coproduction entre Aniplex et D.N. Dream Partners (ja), une coentreprise de NTV et NTT Docomo. Shinji Nojima (ja), principalement connu pour être le scénariste de nombreux drama, est présenté comme l'auteur de l'ébauche originale et écrit également les scripts pour le réalisateur de la série, Shin Wakabayashi, au sein du studio d'animation CloverWorks, accompagné du character designer et directeur d'animation Saki Takahashi. La série incorpore une bande originale composée par DÉ DÉ MOUSE (ja) et mito (ja), membre du groupe Clammbon (ja). Douze épisodes composent la série, répartis dans trois coffrets Blu-ray/DVD.
La série est initialement diffusée au Japon du 13 janvier 2021 au 31 mars 2021 sur NTV et un peu plus tard sur d'autres chaînes télévisées japonaises. Funimation détient les droits de la série en dehors de l'Asie et la diffuse en simulcast sur sa plateforme en Amérique du Nord, dans les îles Britanniques et au Brésil, mais également dans les pays francophones, germanophones, nordiques et russophones avec Wakanim, ainsi qu'en Australie et en Nouvelle-Zélande via AnimeLab. En France la série est aussi disponible sur Crunchyroll. En Chine continentale, la série est diffusée sur bilibili. Bahamut Animation Madness (zh) diffuse la série à Taïwan. Il a été annoncé que la série aurait le droit à un épisode spécial diffusé le 30 juin 2021 et qui serait la suite de l'épisode douze.
Les seiyū des personnages principaux (Kanata Aikawa (ja), Tomori Kusunoki, Shuka Saitō et Hinaki Yano (ja)) ont formé à l'occasion un groupe nommé Anemoneria (アネモネリア) pour interpréter les chansons des génériques de la série. L'opening emploie la chanson Sudachi no uta (ja) (巣立ちの歌) qui est à l'origine une chanson de chorale écrite par Shirō Murano et composée par Saburo Iwakawa (ja), avec un arrangement de Ryōhei Arahata (ja) pour la série. Pour l'ending, le titre Life is Cider (Life is サイダー, Raifu Izu Saidā) est écrit par Junko Miyajima (ja), composé par Hirohiro Akiba et arrangé par Kazuya Komatsu (ja),.